# Strobilanthes salicifolius
Strobilanthes salicifolius är en akantusväxtart som beskrevs av T. Anders.. Strobilanthes salicifolius ingår i släktet Strobilanthes och familjen akantusväxter. Inga underarter finns listade i Catalogue of Life.